# Heitor Dhalia
Heitor Dhalia, né le 18 janvier 1970 à Recife, est un réalisateur et scénariste brésilien.

## Biographie
Heitor Dhalia réalise son premier long-métrage Nina en 2004. En 2009, À Deriva, est en compétition dans la catégorie Un certain regard au festival de Cannes.

## Filmographie

### Réalisateur
- 1988 : A Pantomima da Morte (La Pantomime de la Mort), court-métrage
- 1999 : Conceição (Conception), court-métrage
- 2004 : Nina
- 2006 : L'odeur du siphon
- 2009 : À Deriva (À la dérive)
- 2011 : Restart
- 2012 : Disparue (Gone)
- Prochainement - 23 avril

### Scénariste
- 1988 : A Pantomima da Morte (La Pantomime de la Mort) (court-métrage)
- 2002 : As Três Marias
- 2004 : Nina
- 2006 : O Cheiro do Ralo (L'Odeur du siphon)
- 2009 : À Deriva (À la dérive)
- 2011 : Restart - O Filme